# Jerry Nelson
Pour les articles homonymes, voir Nelson.
Jerry Nelson  est un acteur et marionnettiste américain né le 10 juillet 1934 à Tulsa et mort le 23 août 2012 à Cap Cod.
Avec Jim Henson et Frank Oz, il a été un des principaux marionnettistes des Muppets depuis leur création.

## Filmographie

### Cinéma
- 1972 : The Muppet Musicians of Bremen : T.R. the Rooster / Caleb Siles (voix)
- 1972 : Tales from Muppetland: The Frog Prince : Robin / Featherstone / Sweetums (manipulation, voix)
- 1979 : Les Muppets, le film : Sgt. Floyd Pepper / Robin the Frog / Crazy Harry / Lew Zealand / Camilla / Dr. Bunsen Honeydew  (voix)

- 1981 : La Grande Aventure des Muppets (The Great Muppet Caper) : Sgt. Floyd Pepper / Pops / Lew Zealand / Crazy Harry / Lewis Kazager / Slim Wilson / Zeke / CB Voice / Man in Park
- 1982 : Dark Crystal (The Dark Crystal) : le Grand Prêtre (voix) / l'Empereur (voix)

- 1984 : Les Muppets à Manhattan : Camilla / Lew Zealand / Sgt. Floyd Pepper / Crazy Harry / Pops / Dog
- 1985 : Muppet Video : The Kermit and Piggy Story (vidéo)
- 1985 : Sesame Street Presents: Follow That Bird : Biff / le Comte / Herry / Sherlock Hemlock
- 1986 : Learning About Numbers (vidéo) : le Comte

- 1987 : Winners Take All : Head Official
- 1990 : The Radicals : George Blaurock

- 1990 : Sesame Songs: Rock & Roll (vidéo) : Jackman Xolf / Little Jerry / le Comte / Farely / Divers
- 1990 : RoboCop 2 d'Irvin Kershner : Darren Thomas

- 1991 : Muppet's Vision 3D : Camilla
- 1992 : Noël chez les Muppets  (The Muppet Christmas Carol) : Tiny Tim Crachit / Jacob Marley / Ma Bear / Ghost of Christmas Present / Sgt. Floyd Pepper / Lew Zealand / Mouse / M.. Applegate / Penguin / Pig Gentleman / Pops / Rat
- 1994 : Muppet Classic Theater (vidéo) : Robin the Frog / Big Bad Wolf / Royal Advisor. The Wolf / Montague the Rat
- 1994 : It's Not Easy Being Green (vidéo) : Robin the Frog / Emmet Otter

- 1996 : Elmo Saves Christmas (vidéo) : le comte von Count
- 1996 : L'Île au trésor des Muppets : Blind Pew / Mad Monty / Statler / Corn / Sgt. Floyd Pepper / Lew Zealand / Pirate / Robin the Frog / Skulls / Butler / Screaming Cat
- 1999 : Les Muppets dans l'espace (Muppets from Space) : Robin / Statler / Ubergonzo / Sgt. Floyd Pepper

- 1999 : Elmo au pays des grincheux (The Adventures of Elmo in Grouchland) : le Comte / Pestie / Grouch Mayor / Grouch Cop
- 2002 : Kermit, les années têtard (vidéo) : Statler

### Télévision
- 1969 : The Cube : Monk
- 1969 : 1, rue Sésame (Sesame Street) : The Announcer / Fat Blue / Herbert Birdsfoot / Sherlock Hemlock / Herry Monster / Farley / Amazing Mumford / Frazzle / Simon Soundman / Snuffy Snuffleupagus / Brother Twiddlebug / Sam the Robot / The Count / Biff / Rodeo Rosie / Genie / Two-Headed Monster / Fred the Wonderhorse / Jarome / Leonard Wolf / Additional Muppets (voix)

- 1974 : The Muppets Valentine Show : Droop / Frog / Miss Mousey / Thog / Female Koozbanian
- 1975 : The Muppet Show : Sex and Violence : Sgt. Floyd Pepper / Thomas Jefferson / Dancers / Announcer / Statler / Whaddayasay Bird / Melg / Envy / Pencil / Gluttony / Gene Shalit / Dr. Nauga / Sloth
- 1977 : Emmet Otter's Jug-Band Christmas : Emmet Otter, Weasel
- 1978 : Christmas Eve on Sesame Street : Snuffy / le Comte / Oscar / Cookie Monster
- 1978 : A Special Sesame Street Christmas (TV) : Count
- 1979 : The Muppets Go Hollywood : Sgt. Floyd Pepper
- 1979 : John Denver and the Muppets : A Christmas Together : Camilla / Crazy Harry / Lew Zealand / Robin the Frog / Sgt. Floyd Pepper

- 1981 : The Muppets Go to the Movies : Lew Zealand / Pops / Dr. Julius Strangepork / Sgt. Floyd Pepper

- 1983 : Big Bird in China : Two-Headed Monster / Oscar / Cookie Monster
- 1983 : Don't Eat the Pictures: Sesame Street at the Metropolitan Museum of Art : le Comte
- 1986 : The Muppets : A Celebration of 30 Years : Camilla / le Comte / Crazy Harry / Dr. Julius Strangepork / Pops / Lew Zealand / Robin the Frog / Louis Kazagger / Sgt. Floyd Pepper / J.P. Gross / Harry Monster / Two-Headed Monster (Frank) / Biff / Sherlock Hemlock / The Amazing Mumford
- 1986 : The Christmas Toy : Balthazar
- 1987 : A Muppet Family Christmas : Emily « Ma » Bear / Robin the Frog / Sgt. Floyd Pepper / le Comte / Herry Monster / Two-Headed Monster (Frank) / Gobo Fraggle / Biff / Camilla / Crazy Harry / Lew Zealand / Lewis Kazagger / Pops / Sherlock Hemlock

- 1988 : Sesame Street Special : Pretty Great Performances Announcer / Customer at Grover's Restaurant / le Comte / Divers
- 1989 : The Jim Henson Hour (série télévisée) : Jobeth Garf Toohoo / Bubba the Bartender

- 1990 : The Muppets at Walt Disney World : Camilla / Ma Bear / Floyd / Robin the Frog
- 1990 : The Muppets Celebrate Jim Henson : Ma Bear / Robin the Frog / Camila / Lew Zealand / Floyd / Crazy Harry / Louis Kazagger / Penguin / le Comte / Herry Monster / Frazzle
- 1994 : Sesame Street Jam: A Musical Celebration : le Comte / The Amazing Mumford / Herrie Monster
- 1994 : The Secret Life of Toys : Balthazar
- 1996 : Les Muppets (Muppets Tonight) (série télévisée) : Announcer / Elvis / Lew Zealand / Statler / Additional Muppets
- 1999 : Cinderelmo : le Comte (voix)

- 2002 : Joyeux Muppet Show de Noël (It's a Very Merry Muppet Christmas Movie) : Robin the Frog / Statler / Announcer / Pops / Floyd Pepper / Kid #1
- 2004 : Sesame Street Presents: The Street We Live On : le Comte / Herry Monster / Fat Blue
- 2005 : Le Magicien d'Oz des Muppets (The Muppets' Wizard of Oz)